# Escenario de bonificación
Un escenario de bonificación (también conocido como fase de bonus, fase bonus, nivel de bonificación, ronda de bonos o bonus stage) es un nivel especial dentro de un videojuego diseñado para recompensar al jugador o jugadores, y por lo general permite al jugador conseguir puntos o potenciadores adicionales. A menudo, un escenario de bonificación no tendrá enemigos o peligros, o reemplaza las penalizaciones normales por ser golpeado por enemigos o peligros con simplemente ser expulsado del escenario de bonificación. Muchos escenarios de bonificación deben activarse o descubrirse de alguna manera, o deben cumplirse ciertas condiciones para acceder a ellos. De lo contrario, aparecen después de que el jugador haya completado una cierta cantidad de niveles regulares. A menudo son mucho más cortos que los niveles normales.
A diferencia de la mayoría de los niveles regulares, normalmente no es necesario completar un escenario de bonificación para continuar. Si bien un nivel normal debe volver a jugarse hasta su finalización, posiblemente agotando vidas o intentos en caso de fallas, cuando un jugador comienza un escenario de bonificación, tiene una oportunidad. Algunas etapas de bonificación contienen una ubicación final o una condición para alcanzar, pero independientemente de si el jugador tiene éxito o falla, el juego se reanuda en el siguiente nivel normal después de un intento. Otros escenarios de bonificación no tienen fin, el jugador simplemente debe sobrevivir tanto como pueda antes de fallar inevitablemente en algún momento. Algunos escenarios de bonificación tienen un límite de tiempo corto, en el que el jugador debe completar el nivel antes de que se acabe el tiempo o simplemente sobrevivir hasta que el reloj llegue a cero. Como los escenarios de bonificación a menudo son más cortos y terminan en un solo intento, los jugadores no pueden practicar y perfeccionar su juego con la misma facilidad que los niveles regulares que permiten o exigen más intentos en caso de fallar.
El videojuego de arcade de 1980 de Namco, Rally-X, fue uno de los primeros en presentar una etapa de bonificación. En algunos videojuegos, los escenarios de bonificación tienen una interfaz y un paradigma de juego que son completamente diferentes y desconectados del resto del juego, como la máquina de bonificación de Super Mario Bros. 2. Otros escenarios de bonificación utilizar el paradigma de juego igual que el resto del juego, como en el escenario de bonificación de destrucción de autos de Street Fighter II o en las fases de bonus de Super Monkey Ball donde los jugadores recolectan plátanos para ganar puntos y vidas extra.